# Musée national du Cameroun
 (septembre 2021).
Le Musée national du Cameroun est un musée public camerounais, situé dans la capitale Yaoundé. Ancien palais présidentiel, il est depuis 1988 le lieu d'exposition des productions culturelles des peuples des dix régions du Cameroun et est administré par le Ministère des Arts et de la Culture. 
Ce musée a la particularité de s'inscrire dans un registre à la fois ethnographique et contemporain. Son architecture associe modernité et tradition, et est agrémentée d'espaces verts et de poteau d'embellissement lumineux. 
Le musée offre des services multiples notamment des médiations, des conférences, des shooting photo, des expositions artistiques, des formations et des accompagnements d'artistes. Une gamme de productions artisanales est présentée aux visiteurs à la fin des médiations.

## Histoire

### Débuts et projets
L’ancien palais présidentiel devenu musée national du Cameroun a d’abord servi de résidence au major Hans Dominik (1870-1910), qui dirige le poste militaire de Yaoundé à l’époque du protectorat allemand. Après la Première Guerre mondiale et le retrait à l’Allemagne de toutes ses colonies, l'administration française a  occupé ce bâtiment, il a servi de palais au gouverneur Marchand à partir de 1930. Celui-ci a construit cet espace avec plein de symboles. À la fin des années 1940, le bâtiment devient palais des gouverneurs français, il abrite Roland Pré, André Soucadaux, Pierre Charles Cournarie et d’autres gouverneurs jusqu’en 1950. Le palais connait des extensions à partir de 1960 sous les auspices du tout premier président du Cameroun, El Hadj Ahmadou Ahidjo.
En 1988, le Cameroun franchit une étape décisive en matière de valorisation de son patrimoine culturel. C'est en effet à cette date que l'idée de créer un musée national prend forme. Le président Paul Biya décide alors de transformer l'ancien palais présidentiel en un musée national, espace destiné à la conservation et à la préservation des richesses culturelles du pays. Un groupe d'experts, composé d'archéologues, d'anthropologues et d'architectes se charge de mener à bien ce projet ambitieux. Leur objectif est de créer un musée polyvalent qui ne se contente pas seulement d'exposer des objets, mais qui saura également être un lieu de recherche, de documentation et d'échange. Ce musée, pensé comme un écomusée, vise à établir un lien fort entre l'homme, la culture et son environnement.
L'avènement de Paul Biya à la présidence du Cameroun en 1982 marque un tournant dans la vie politique du pays. Soucieux de dynamiser le secteur culturel, le nouveau chef d'État va initier un vaste projet de rénovation nationale. Dans ce contexte, la décision de transformer l'ancien palais présidentiel en musée s'inscrit comme une étape majeure.
En 1993, ledit musée devient un service de la Direction du patrimoine culturel, selon le décret n° 93/138 du 19 mai 1993 portant organisation du ministère de la Culture. Ce ministère voit le jour le 27 novembre 1992.
| \| 500 km1:18 610 000 \| National (1972) Doual'art(1991) Civilisations (2010) Lenale ndem (2013) Maritime (1986) Mankon (2005) |
| 500 km1:18 610 000 |

| 500 km1:18 610 000 |

| Musées (Année de création) |

Le ministère de l’Information et de la Culture de l’époque est chargé de matérialiser ce projet, une mission d’étude est mise sur pied, dirigée par le couple Germain et Galitzine Loumpet, enseignants de l’université de Yaoundé. L’architecte Barry Lane, expert mis à la disposition de cette mission par l’Unesco, y est associé. Ce dernier est chargé de « l’aménagement de l’environnement du musée ainsi que de la traduction, en termes de travaux d’architecture, de la trame du musée ».
Sur la base de nombreuses études et multiples voyages effectués en Europe et en Afrique de l’Ouest entre 1990 et 1991, un rapport technique, fruit d’un travail intellectuel et administratif, présentant les contours du projet est remis au ministre de l’Information et de la Culture (MINFOC). L’année 1991 marque la phase de conception du projet et le ministre Augustin Kontchou Kouomegni crée le 19 décembre 1991 la commission de mise en place du musée national; ladite commission se constitue de 20 membres, parmi lesquels le ministre, qui la préside personnellement. Germain Loumpet et Alexandra Galitzine Loumpet, qui participent à l’équipe de conception, en font également partie, ainsi que le directeur de la culture et de la cinématographie. Ce dernier est responsable de la gestion des musées, des sites et monuments historiques.
À la fin de cette année 1997, de nombreux travaux se font au musée national en vue de son ouverture. Ces travaux portent sur la présentation muséographique des collections et sur la définition des rôles entre les diverses composantes du musée et leurs relations mutuelles. Un peu plus d’un an après, soit en 1999, le ministre de la Culture organise un séminaire de formation en vue de renforcer les capacités des participants dans la gestion des collections publiques et privées.
Ce projet de création du musée national du Cameroun dans l’enceinte de l’ancien palais présidentiel est aussi fastidieux que le précédent pour au moins deux raisons : de par son objectif principal qui est celui d’en faire un creuset de l’unité des cultures nationales, de renforcement de la cohésion sociale, un laboratoire de la construction de l’identité culturelle camerounaise. Il l’est aussi de par ses fonctions, car il était prévu que le musée national comprenne des espaces verts et ouverts, une bibliothèque et un pôle de recherche.
L’ouverture du musée national dans la foulée du 21e sommet France-Afrique organisé à Yaoundé du 17 au 19 janvier 2001 parait être la résurgence du projet du musée national du Cameroun (MUSCA) piloté par Germain et Alexandra Gilitzine Loumpet et qui a périclité à partir de l’année 1992. De nombreuses critiques médiatiques des acteurs vont se soulever contre le musée national, ce d’autant qu’à cette ouverture, de nombreux chantiers portant sur la réhabilitation sont encore en cours. Le musée national ouvre ses portes sans que la muséographie et l’organigramme ne soient achevés. Les conséquences se manifestent rapidement : le musée national sera incapable d’assumer convenablement les taches qui lui incombent, à savoir l’éducation, la conservation et la diffusion du patrimoine culturel. Il ferme ses portes en 2008.
En 2009, la ministre des Arts et de la Culture, Ama Tutu Muna, engage des travaux de rénovation pour une durée de 7 ans. Le décret n°2014/0881/P.M. du 30 avril 2014 permet au musée national du Cameroun d’avoir un organigramme. Ces travaux de rénovation dureront jusqu’en 2015, avec sa réouverture officielle le 16 janvier. Une soirée de gala accompagne cette réouverture avec la participation de plusieurs artistes camerounais : X-Maleya, Stanley Enow, Kareyce Fotso, Sanzy Viany, Dynastie le Tigre…, une danse classique du couple Maxim Beloserkovsky et Irina Dvorovenko, et bien d’autres,.

### Missions
Le musée national du Cameroun, un établissement muséal de référence en Afrique centrale, présente une nouvelle identité institutionnelle après sa réouverture officielle en 2015.
Dans le cadre de sa mission de conservation, d'exposition, de préservation et de promotion du patrimoine culturel national, le musée national s'est assigné plusieurs objectifs stratégiques. Premièrement, il ambitionne de collecter, de conserver et de présenter des œuvres d'art qui revêtent une importance historique, scientifique, technique et artistique. Cette démarche s'inscrit dans le cadre de la muséologie contemporaine, qui met l'accent sur la préservation et la valorisation du patrimoine culturel.
Deuxièmement, le musée cherche à favoriser la connaissance de ses collections par le suivi scientifique, tout en développant la fréquentation du musée. Cette approche muséologique vise à rendre le musée plus attractif et plus accessible à un large public, tout en promouvant la recherche et l'innovation dans le domaine de la muséologie.
Enfin, le musée national du Cameroun entend contribuer à la formation et à la recherche dans les domaines de l'histoire de l'art, de l'archéologie et de la muséographie. Cette orientation stratégique s'inscrit dans le cadre de la muséologie universitaire, qui vise à promouvoir la recherche et la formation dans le domaine de la muséologie.

### Acquisitions, mises en place et lancement
Lancé officiellement en 1988, ce projet ambitionne de créer un espace destiné à la conservation, à la valorisation et à la diffusion du patrimoine culturel camerounais. Une commission pluridisciplinaire, réunissant archéologues, préhistoriens. anthropologues, historiens, architectes, collectionneurs, quelques représentants d'autres ministères (Tourisme, Urbanisme et Habitat), un représentant de la présidence de la République, un représentant des services du Premier ministre, un représentant du Comité national du suivi des résolutions des états généraux de la culture, un représentant du programme des Nations Unies (PNUD) se constitue pour mener à bien cette entreprise. Promouvoir l'identité nationale, et, partant, la conscience nationale, est un objectif permanent et certainement essentiel à la définition de la philosophie générale du musée. Sous l'impulsion de Germain Loumpet, cette équipe œuvre à la définition des grandes orientations du futur musée, notamment en ce qui concerne les collections, les expositions et les programmes éducatifs.

## Administration

### Promoteur, tutelle et direction/gestion du musée
Le musée national du Cameroun est sous tutelle du ministère des arts et de la culture. Il est sous la direction d'un conseil d'administration, présidé par le ministre chargé des arts et de la culture. Depuis le 4 janvier 2019, Bidoung Mkpatt est le président du conseil d'administration de ce musée. Le décret du 29 avril 2016 du premier ministre Philémon Yang place Asombang Raymond Neba'ane à la tête de ce musée,. Le décret N° 2021/0060/PM du 25 janvier 2021 signé du premier ministre Joseph Dion Ngute porte Hugues Heumen Tchana directeur de ce musée; Il succède à Asombang Raymond admis à la retraite,. Heumen Tchana est par ailleurs Chevalier de l'Ordre du Mérite Camerounais pour les Arts et la Culture par décret présidentiel de décembre 2021. 

### Financements
Le financement d'un établissement muséal est crucial pour l'atteinte de ses objectifs. Ce financement doit être diversifiée, comprenant notamment le budget, les partenariats et les subventions.
Au cours des deux dernières années le budget du musée national du Cameroun a connu une augmentation significative, dépassant les 320 millions de FCFA. En effet, en 2023, le budget voté était de 323 millions de FCFA, et en 2024, il a atteint 350 millions, soit une hausse de plus de 24%. En ce qui concerne les autres sources de financement, le musée a bénéficié d'une subvention de 1,3 milliard de FCFA dans le cadre du Projet d'Appui au Développement du Musée National (PADMUN), financé par le Contrat de Désendettement et Développement (C2D), un outil de l'Agence Française de Développement (AFD). Ce projet a été lancé en juillet 2019.
La première phase du projet, dotée d'un budget de 655 millions de FCFA, a permis des avancées notables en matière de conservation et de valorisation du patrimoine culturel. Plus de 930 objets d'art ont été inventoriés, 46 mobiliers muséographiques lourds ont été installés, et 65 professionnels ont été formés aux métiers des musées. Les réalisations incluent également la réhabilitation de la boiserie, la mise en sécurité des réserves et l'étanchéité des infrastructures. La deuxième phase du projet, dotée d'un financement supplémentaire de 655,9 millions de FCFA a été lancée pour prolonger et amplifier les avancées. Elle prévoit notamment l'aménagement d'une salle pilote pour la restauration des biens culturels et la finalisation des travaux sur les boiseries et les mobiliers de réserve.

### Tourisme et fréquentation
Le musée reste le plus visité avec une marge de fréquentation largement supérieure aux autres musées du pays. Sa valeur politico-historique "ancien palais présidentiel" lui confère un statut particulier. Les camerounais et même les étrangers sont curieux de découvrir l'espace jadis présidentiel, c'est alors l'une des raisons qui justifie ses visites constantes. A côté de cela, la stratégie d'abonnement annuel a aussi un impact positif sur sa fréquentation. Depuis la réouverture en 2015, le musée National du Cameroun a vu une augmentation significative du nombre de visiteurs. Il passe de plus de 1000 visiteurs en 2018 a 5793 en 2019.

## Architecture et organisation de l’espace

### Architecture

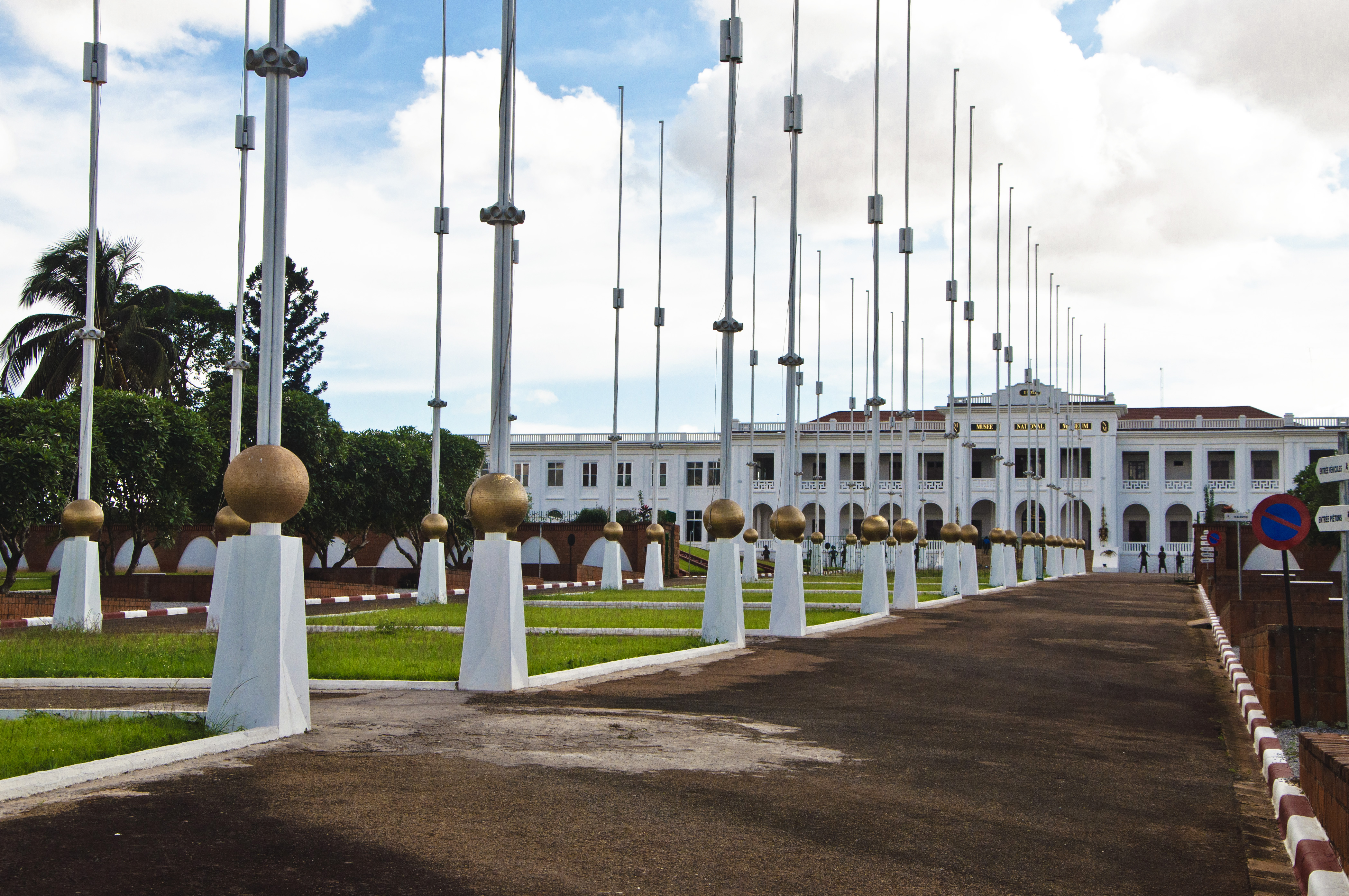
Vue de face du musée national du Cameroun.

Avant la série des travaux qui a contribué à façonner la nouvelle image du musée national du Cameroun autre fois l'ancienne résidence du gouverneur français, le bâtiment avait été réalisé dans un style architectural souvent défini comme le style colonial des années trente. Ceci renvoie a un style architectural qui est obtenu en fusionnant l'art déco aux formes inspirées des constructions coloniales telles que les constructions ouvertes qui favorisent la circulation d'air.
Cette structure aux formes imposantes a en face d’elle un espace vert aménagé en jardin comportant plusieurs sections délimitées par des petites voies de circulation. Traversant cette espace verte et allant de l’accès principale du site jusqu’à l'entrée du bâtiment est la voie principale d'accès qui est délimité de part et d'autre par un ensemble d'objets aux formes variées expressif et artistique tels que des vasques, fontaines et portes drapeau.
Son architecture reflète une fusion entre le style colonial et les éléments traditionnels camerounais, offrant ainsi un cadre unique pour la conservation d’exposition et la présentation des objets culturels.

### Organisation de l’espace
Situé a Yaoundé, "la ville aux sept collines", le musée occupe autours de 5 000m² en surface utile. Il fait partir d’une esplanade constituée d’espaces verts, de vasques, de fontaines, de mats de drapeaux, de bâtiments annexes ainsi que des statuts en bronze des guerriers, des musiciens et des chasseurs le tour sur une superficie globale d'environ 15000 m² dont 1.5 hectares,.
Le bâtiment principal est constitué d'une trentaine de salles d’exposition. Le plan de réaménagement du musée est établi de manière à conserver la nature et l’identité architecturales du musée tout en tenant compte des aspects fonctionnelle, opérationnelle ainsi que des normes de sécurités propres aux institutions muséales. Pour préserver cette cohésion d’ensemble, le travail est porté majoritairement  sur l’aspect fonctionne des voies de circulations ce qui donne lieu à une division du grand ensemble en deux grandes parties: aires publiques et aires privées.

#### Aires publiques
Cette partie fait bien sûr référence a l’ensemble des zones ouvertes et libre d’accès au grand publique (les visiteurs). Elles sont les unités d'expositions:
- FA,E6-7 qui les salles d'exposition thématique et technique; pour des expositions temporaires soit par des privés (après accord du conservateur général) ou par le musée.
- Les salles d'expositions semi-permanentes:  pour l’exposition des œuvres de collection.
- Le Hall (unité F1); c’est la grande salle dans laquelle on entre juste après avoir franchis la porte. Ici on trouve un accueil pour les visiteurs, le guichet, les vestiaires et la boutique du musée.

- F2 (pour les expositions permanentes)
- F3 pour les expositions sur l’archéologie préhistorique
- F4 pour l’archéologie protohistorique
- F5 pour les expositions sur la culture matérielle
- H1 et H2 pour les expositions sur les cultures de l’eau
- H3 et H4 pour les expositions sur les cultures de la foret
- H5 et H6 pour les expositions sur les cultures des grassfields
- H7 pour les expositions sur les cultures de la savanes
- H9 et H10 pour les expositions sur les relations entre le Cameroun et l’Europe
- H11 et H12 pour les expositions sur le Cameroun colonial
- H13 et H14 pour les expositions sur la sociologie de la culture urbain du Cameroun
- G3 qui est la salle de conférence
- G6 la bibliothèque
- G4 et G5 pour des projections cinématographiques[20].

#### Aires privées
Cette partie fait référence a l’ensemble des zones non accessible aux visiteurs.

## Aspects techniques, équipements et services

### Aspects techniques
Les études scientifiques et techniques pour la réhabilitation du bâtiment débutent en 1991, avec pour objectif de créer un espace de conservation, d’exposition, de préservation, de promotion et de communication du patrimoine culturel camerounais. L’architecte Barry Lane, expert de l’UNESCO, y travaille dans la conception et l’aménagement.

### Équipements
Il possède diverses installations modernes pour assurer la conservation et la mise en valeur des collections. Parmi les équipements notables, on trouve des vitrines climatisées pour la préservation des artefacts sensibles, des systèmes d’éclairage spécialisés pour mettre en valeur les œuvres sans les endommager, et des dispositifs de sécurité avancés pour protéger les collections. Les salles d’exposition sont également dotées de panneaux explicatifs et de supports multimédias interactifs pour enrichir l’expérience des visiteurs.
Les collections du musée comprennent des masques traditionnels, des instruments de musique tels que le mvet, les castagnettes, la sanza et les cloches, ainsi que des habitats traditionnels et des costumes patrimoniaux des dix régions du Cameroun. Une toile géante, réalisée par une dizaine d’artistes africains et offerte au Cameroun en 2014, est également exposée. Le musée possède également des emblèmes nationaux, des catalogues photographiques retraçant les 50 dernières années du Cameroun, des cartes historiques, des découvertes archéologiques, et des portraits de figures marquantes de l’histoire politique du pays.

### Services
Le musée national offre une gamme de services destinés à divers publics. Il propose des visites guidées pour les groupes scolaires et les touristes, permettant une meilleure compréhension des expositions grâce aux explications détaillées des guides. Des ateliers éducatifs et des conférences sont régulièrement organisés pour sensibiliser le public à l’importance du patrimoine culturel camerounais. De plus, le musée dispose d’une boutique de souvenirs où les visiteurs peuvent acheter des reproductions d’objets exposés, des livres et d’autres articles culturels.
Il joue également un rôle important dans l’intégration nationale et la promotion de l’identité culturelle. Selon Engelbert Mveng, il dépasse le simple cadre de conservation et de préservation de la culture matérielle. Il se présente comme un établissement où l’on met en valeur le patrimoine culturel, un livre ouvert au grand public où chacun apprend à mieux connaître son pays. C’est une école d’intégration nationale où chacun s’identifie et éprouve un sentiment de fierté et d’appartenance à la nation.
Il est non seulement un lieu de conservation et de présentation du patrimoine culturel, mais aussi un espace éducatif et interactif qui contribue à la promotion de l’identité culturelle camerounaise

## Collections

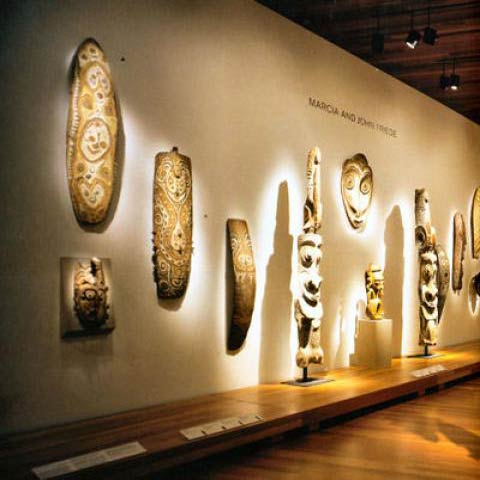
Collection

La restauration des 5 000m² et l’acquisition des objets exposés auraient coûté entre 3 et 4 milliards de FCFA (entre 4,6 et 6 millions d’euros), selon la ministre. Avant de franchir le perron, dans les jardins où Ahmadou Ahidjo, le premier président du Cameroun indépendant, accueillait ses hôtes, une série de statues en bronze attire le regard: guerriers, musiciens ou chasseurs rendent hommage au peuple bamoun et à son histoire, vieille de 700 ans. Les attributs du pouvoir sont disposés partout. À même le sol, au pied d’un trône décoré de deux défenses en bois précieux, une peau de panthère symbolise la puissance du roi, spiritualité et mysticisme dans certaines traditions africaines. La panthère est considérée comme un animal sacré, de richesse et de prospérité, dans certaines cultures, sa peau est également perçue comme symbole de richesse et de prospérité. À quelques mètres, plus modeste mais non moins symbolique, se trouve le fauteuil du président de l’Assemblée nationale du Cameroun occidental, sur lequel s’est assise la reine Élisabeth II d’Angleterre lors de sa visite en 1959, un an avant l’accession à l’indépendance.
Ce musée est la vitrine par excellence de la diversité culturelle du Cameroun, «l’Afrique en miniature», ce qui fait sa force. La culture est considérée par le Président de la République du Cameroun, Son Excellence Paul Biya, comme étant le «ciment de l’Unité nationale». Les collections représentent les quatre aires culturelles du pays, à savoir Sawa (régions du Littoral et Sud-ouest), Grass Fields (régions de l’Ouest et Nord-Ouest), Fang-Beti (régions du Centre, Sud et l’Est) et Soudano-Sahélienne (régions de l’Adamaoua, Nord et l’Extrême-nord) et à ses 200 ethnies. Mais le musée ne se limite pas au Cameroun, s'y trouvent des collections venant d’autres régions d’Afrique, comme des peintures de l’école de Poto-Poto du Congo Brazzaville ou des dons de l’Ambassade d’Égypte, des œuvres d’art du Nigeria, du Gabon, etc. S'y trouvent aussi des collections qui viennent d’autres lieux et qui sont exposées en partenariat.
Dans une autre pièce, une cithare est exposée, c'est un instrument de musique a cordes pincées. Elle traduit une connexion avec l'univers musical, poétique  et d’art en général. Des exemplaires d'œuvres d’art les plus anciennes, des découvertes archéologiques aux pièces de poterie en passant par une exposition de photographies de ces cinquante dernières années constituent une partie de l'originalité des collections. Tout est fait pour présenter les différentes identités culturelles des peuples du Cameroun comme socle d’une histoire à la fois différente et commune.

### Expositions permanentes
Ce musée conserve les éléments de la culture matérielle ancienne de quatre aires culturelles qui constituent le territoire camerounais, notamment l’aire culturelle Grassfields, Sawa, Soudano-Sahélien et Fang Béti.
Le musée national, qui symbolise la régénération et la renaissance de la culture camerounaise comporte une trentaine de salles équipées de :
- symboles culturels du Cameroun : des masques traditionnels, des instruments de musique : mvet, castagnattes, sanza, cloches et même ceux de Manu Dibango (saxophone)[17]... d’habitats traditionnels, costumes patrimoniaux des dix régions[23] ;
- polyptyque (toile géante réalisée par une dizaine d’artistes africains, offert au Cameroun en juin 2014 par l’arrière-petite-fille de Pierre Savorgnan de Brazza, l’italienne Idana Pucci[24] ;
- emblèmes (armoiries, drapeau national avec hymne en versions littéraire et musicale) ;
- catalogues photographiques des 50 dernières années du Cameroun (10 ans par salle avec un résumé des évènements politiques, sociaux, économiques et diplomatiques ayant marqué cette période) ;
- cartes présentant les différentes modifications de la superficie du Cameroun[22] ;
- exemplaires de la constitution, des découvertes archéologiques ;
- portraits des nationalistes, des sportifs, des musiciens ainsi que de tous ceux qui ont marqué l’histoire politique du Cameroun depuis son indépendance[25] ;
- expositions de vêtements et costumes patrimoniaux des dix régions[4].

### Expositions temporaires
En 2024, le Musée national a accueilli  plusieurs types d’activités. Huit grandes expositions ont été organisées, un record dans l'histoire de cette structure culturelle. De plus, plusieurs expositions temporaires de grande échelle, encore appelées  dans le langage muséographique, des expositions blockbusters, ont fait l'objet de nombreuses activités. Parmi ces activités, l'on recense :
- Extra Natural : il a accueilli du 16 mai 2024 au 31 août 2024 cette exposition, installation immersive en réalité virtuelle conçue par l'artiste français Miguel Chevalier, figure emblématique de l'art numérique et virtuel. Cette exposition a été présentée dans le cadre d'un programme d'expositions temporaires visant à promouvoir l'innovation de la créativité dans le domaine des arts numériques.

- Soul Makossa man : le musée a présenté du 21 juin au 15 août 2024, l'exposition photographique Soul Makossa man, une commémoration dédiée à la mémoire du légendaire musicien camerounais Manu Dibango, disparu en 2020. Cette exposition, fruit de la collaboration avec le journaliste, animateur et photographe Samuel Nja Kwa, s'inscrit dans le cadre de la politique de programmation culturelle du musée, visant à promouvoir la mémoire collective et à célébrer les icônes de la culture camerounaise. Elle a offerte aux visiteurs une opportunité unique de découvrir l'univers artistique de la vie cet illustre artiste à travers une sélection de photographies emblématique[27].

- Le septentrion : dynamiques entre passé et présent". Cet événement a constitué une exposition temporaire, co-organisée par le musée national du Cameroun et le musée d'Angoulême, avec le soutien de l'Institut français du Cameroun. Cette manifestation culturelle s'est déroulée du 12 juillet 2024 au 15 décembre 2024, sous la direction scientifique des commissaires d'exposition d'Émilie Salaberry et Hugues Heumen Tchana[28].

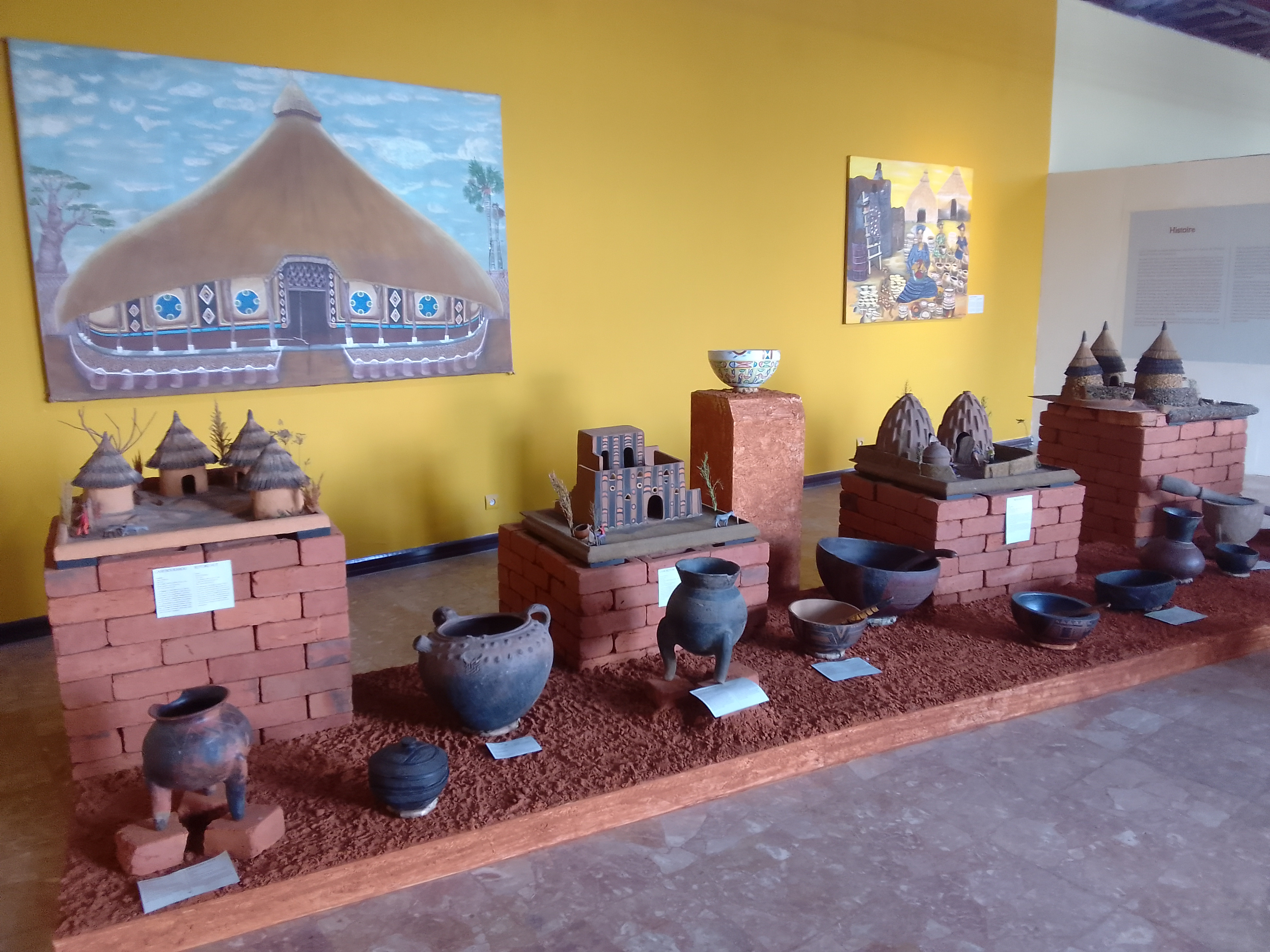
Architecture Sao-Kotoko (Cameroun)
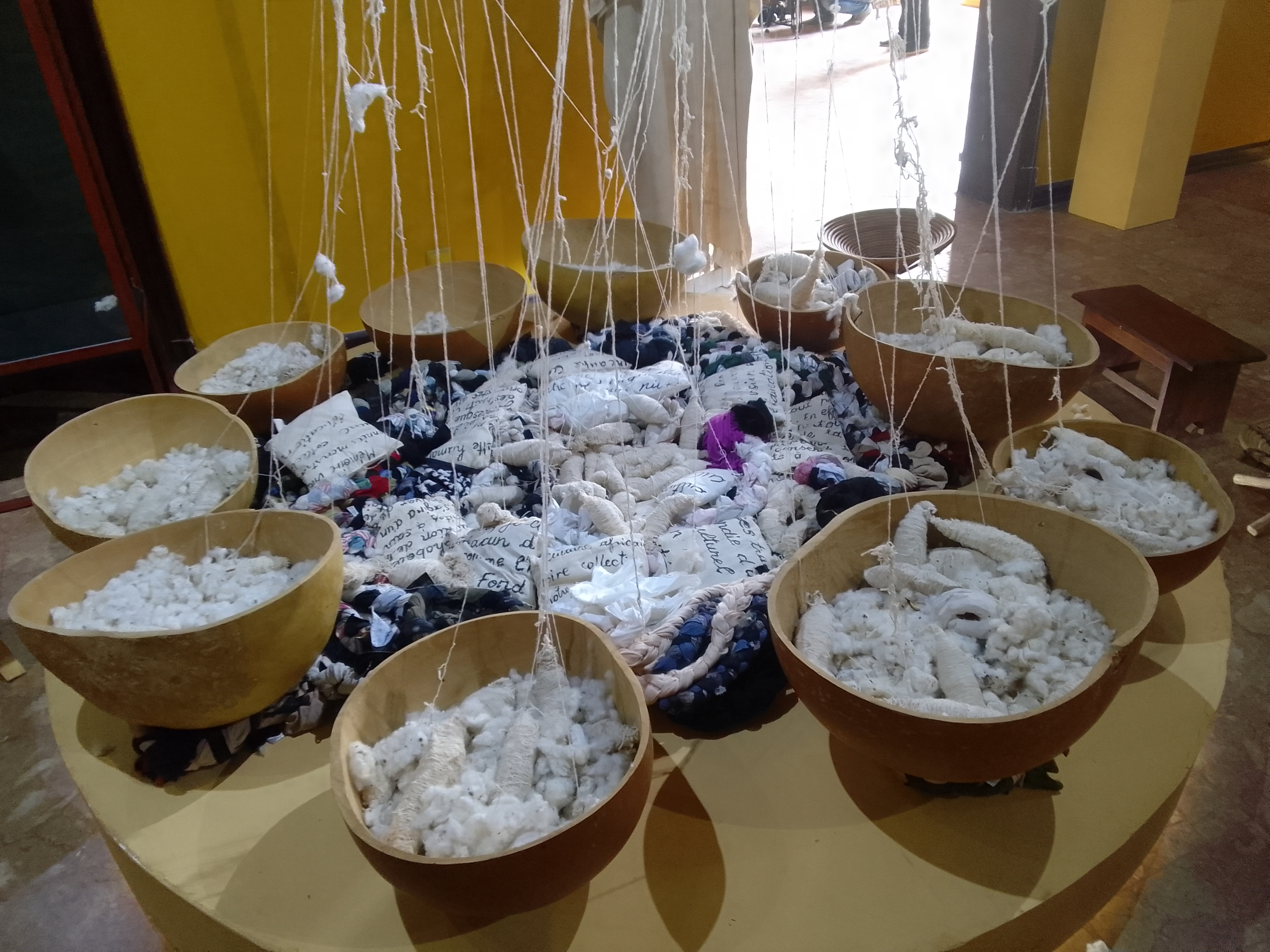
Production cotonnière du Grand-Nord Cameroun

- Il était une fois la naissance du Staat Kamerun (1884-1914) : découvrez l'histoire méconnue du Cameroun colonial à travers cette exposition au musée national du Cameroun du 30 octobre 2024 au 28 février 2025. C'est une initiative conjointe du musée national du Cameroun, de Doual'art et du Goethe-Institut, en collaboration avec le Markk de Hambourg et avec le soutien du Ministère des Affaires Étrangères d'Allemagne et de Pain pour le monde. Cette exposition inaugurale vise à créer un dialogue innovant entre les faits historiques, les objets patrimoniaux et les œuvres d'art contemporain qui abordent la période de la colonisation allemande au Cameroun. À travers une approche pluridisciplinaire, l'exposition examine les nouvelles normes et codes introduits sous l'administration allemande, qui ont profondément marqué le tissu social, culturel et économique du Cameroun. L'exposition met en lumière les changements significatifs survenus pendant cette période, en mettant l'accent sur leur impact sur les sociétés camerounaises et les dynamiques de pouvoir en jeu. Fondée sur la nécessité de développer une compréhension commune de l'histoire camerounaise, cette exposition vise également à susciter un large débat auprès du public, qui sera alimenté par des ateliers participatifs destinés à différents groupes cibles et tranches d'âge[29].

- L'art et la créativité dans la promotion du vivre ensemble et du multiculturalisme : cette exposition s'inscrit dans une démarche de médiation culturelle et de cohésion sociale, visant à promouvoir la réconciliation et l'intégration entre les personnes déplacées et les communautés d'accueil. À travers une approche éducative et inclusive, cette exposition célèbre la diversité culturelle et linguistique en mettant en avant les valeurs d'unité, de tolérance et de respect mutuel. En tant qu'espace de dialogue et d'échange, elle contribue à renforcer les liens sociaux et à favoriser une meilleure compréhension entre les différentes communautés[30].

## Boutique artisanale
La boutique artisanale offre plusieurs œuvres et tableaux artistiques . Serge Binen fait partie des artistes qui y exposent. Comme œuvres, on retrouve magni, kakalumba, Bull, code contemporain. Comme tableaux, on a la nourriture des dieux, la prune de java, hard to breathe. En outre, l’on retrouve plusieurs objets d’arts à savoir : les  masques traditionnels, instruments de musique, vêtements et costumes patrimoniaux des dix régions… le polyptique, toile géante réalisée par une dizaine d’artistes africains, des emblèmes armoiries,  des catalogues photographiques des 50 dernières années du Cameroun, des cartes présentant les différentes modifications de la superficie du Cameroun, des exemplaires de la constitution, des découvertes archéologiques, des portraits de nationalistes, de sportifs, de musiciens ainsi que de tous ceux qui ont marqué l’histoire politique du Cameroun depuis son indépendance. Ce qui va permettre de retracer l’histoire du Cameroun.